# Нестеренко Герасим Онуфрійович
Нестере́нко Гера́сим Ону́фрійович (псевдонім Орел), (* 3 березня 1890, с. Червоновершка, Єлисаветградський повіт, Херсонська губернія, Російська імперія — 1946 , подальша доля невідома) — український військовий та громадський діяч часів УНР, Головний отаман Холодного Яру.

## Життєпис

Герасим Нестеренко як вчитель

Народився 3 березня 1890 року в с. Червоновершка Єлисаветградського повіту Херсонської губернії.
Вчитель, член Єлисаветградської повітової земської управи (1917), В 1917 році — отаман кінної сотні (30 осіб) Ревучанського куреня Вільного козацтва.
Військове звання — сотник (згодом — полковник) Армії УНР.
У повстанському русі, принаймні, з 1919 року. Організаційно підпорядковувався отаману Катеринославщини і Херсонщини Андрію Гулому-Гуленку. Організатор Єлисаветградсько-Олександрійського повстанкому. Уповноважений представник командувача Південної (Першої) групи генерала-хорунжого Армії УНР Андрія Гулого-Гуленка в Єлисаветградському повіті.
Керівник Єлисаветградсько-Олександрійського повстанкому (1919 — 1922).
Організатор повстання проти радянської влади на початку серпня 1919 року (був керівником штабу, якому підпорядковувалось до 10 тисяч повстанців) та проти денікінців у вересні того ж року.
У листопаді 1919 року до Холодного Яру прибув отаман Катеринославщини і Херсонщини Андрій Гулий-Гуленко. Тоді Головним Отаманом Холодного Яру був Василь Чучупака. Йому підпорядковувалися отамани Герасим Нестеренко-Орел, Трифон Гладченко, Михайло Мелашко, Сірко, Око, Чорний Ворон (Чорногузько), Мефодій Голик-Залізняк, Семен Вовк, Корній Калюжний, Д. Канатенко, 1-й і 2-й Олександрійські полки.
Старшина Запорозької дивізії (1920).
Заступник командира 1-ї (Південної) повстанської групи, керівник Першої холодноярської округи.
В першій половині липня 1921 року на Право-лівобережному окружному з'їзді, що відбувся в Холодному Яру в районі Гайдамацького шпиля — наступним, після зміщення з посади Миколи Бондарчука, командуючим Холодноярською округою став отаман Герасим Нестеренко-Орел.
На Чигиринському районному з'їзді за участю отаманів, старшин та інтелігенції у с. Цвітна (Чорний ліс) у червні 1921 року Орла обрано керівником Першої Холодноярської округи.
Головному отаману, підпорядковувались загони отаманів Ларіона Завгороднього, Пилипа Хмари, Хмари, Чорного Ворона (Черноусова), Іван Ґонти (Лютий-Лютенко), [Іванов Ілля (отаман)|Іллі Іванова]]. Були налагоджені зв'язки також із балтським отаманом Семеном Заболотним, Головою Уманського повстанкому Петром Дерещуком, мліївським ватажком Трохимом Голим, звенигородським отаманом Семеном Гризлом, вереміївським ватажком Іваном Савченко-Нагірним, олександрійським отаманом Сергієм Захаровим, організатором загону Петром Кучмою з с. Аджамки Єлисаветградського повіту, які підпорядковувалися Холодноярській організації, та іншими діячами українського підпілля.
Начальником штабу у Нестеренка-Орла був Сергій Отаманенко, член Холодноярського повстанкому у 1920 — 1921 роках, начальник штабу військ Холодноярської округи.
У 1922 року Холодноярська організація складалася з двох підрозділів. Першою Холодноярською округою (Єлисаветградсько-Олександрійською) керував Герасим Нестеренко-Орел, Другою (Чигиринсько-Звенигородською плюс Чорний ліс на Єлисаветградщині) — Ларіон Завгородній.
Отаман Нестеренко-Орел був останнім із Головних отаманів Холодного Яру, обраним на загальному представницькому з'їзді.
Герасим Нестеренко користувався авторитетом серед Холодноярських отаманів. Саме на нього, під час спецоперації ЧК по знищенню українського повстанського руху, були спрямовані дії по його дискредитації.
Чекісти Трохименко-Гамалія та Юхим Терещенко-Завірюха-Васильєв зменшували авторитет Орла-Нестеренка, щоб вирвати чорноліських та холодноярських отаманів з-під його впливу. Адже саме Герасим Нестеренко, як заступник Гулого-Гуленка, був законним представником Української Народної Республіки. Саме він від імені УНР керував підпіллям величезної території — від Черкас до Причорномор'я і Румунії.
Полковнику Герасиму Нестеренку випала доля бути останнім командувачем Холодноярської округи: у 1921—1922 роках він оперував, створюючи повстанські осередки по селах Уманщини, Звенигородщини, Чигиринщини, Олександрійщини, Єлисаветградщини, Первомайщини, навіть на лівий берег Дніпра часом перебирався. За ним полювали чекісти, його прізвищем і отаманським іменем рясніють таємні документи більшовицьких спецслужб, але він був невловимий. І зник восени 1922 року несподівано, хоча слава про його з'яви ходила в межиріччі Бугу й Дніпра ще довго.
Восени 1922-го Нестеренко з кількома бійцями перейшов кордон у Румунію північніше Кишинева. Будучи інтернований румунською владою в політичному таборі «Орадя Маре», у Трансільванії, неподалік кордону з Угорщиною, він при першій же нагоді добирається в Бухарест, знаходить організовану українську громаду, Допомоговий Комітет, що постав тут на місці військової місії УНР, стає членом комітету, знайомиться з відомими діячами українського руху, зокрема з головою УДК професором Мацієвичем, який згодом виїжджає до Чехії, з лікарем Василем Трепке, редактором газети «Український бюлетень» Дмитром Івашиним-Геродотом, полковником армії УНР Гнатом Порохівським.
У перші роки організація діяла активно. У Бухаресті проводилися конференції, шевченківські свята, культурні вечори, вечорниці, випускалася преса. У кількох активну участь брав і Герасим Нестеренко. Дмитро Івашина (Геродот), редактор газети «Український бюлетень», допоміг Нестеренку влаштуватися у парниковому господарстві одного французького фермера, де колишній отаман пропрацював один сезон. Потім перебрався до міста Галац, де у 1924 році працював на вагоноремонтному заводі. Згодом шукав притулку на батьківщині дружини, у Болграді — до 1926 року трудився у сільському господарстві. Тут, певно, найдужче згадував свою сім'ю — дружину Родіонову Надію Дмитрівну, вчительку, та трьох діток, двох хлопців і дівчинку. Невдовзі виїхав із Болграда, поселився у селі Фолтешти повіту Косорлуй і зійшовся з румункою Марією Селін. Оброблював землю, а найбільше захоплювався пасікою і птахівництвом. Про те, чому він покинув Болград, Нестеренко розповів: «У 1926 році в Болграді шеф румунської сигуранци Попеску запропонував мені працю сексотом: він шантажував мене, нібито я повісив одного громадянина і тепер не залишається нічого іншого, як збирати відомості про росіян і комуністів, котрі вороже налаштовані до Румунії. Але я категорично відмовився. Після цього мене вигнали з Болграда».
Однак незважаючи на місце його проживання Нестеренко-Орел не поривав стосунків із «Українським допомоговим комітетом», який із 1923 року висилав йому безплатно час від часу антирадянську літературу — українські періодичні видання з Польщі, Франції, Румунії. Через кілька років після еміграції пробував здобути громадянство, але румуни відмовили. В Європі жити без паспорта було і незаконно, і незручно. Тому, як і всі політемігранти, погодився отримати так званий паспорт доктора Нансена, з яким жив аж до 1943 року — цей документ видавався політичним емігрантам з колишньої Росії й Туреччини від Ліги Націй: власник його мав право проживати у будь-якій країні, яка належала до Ліги. Проте коли Ліга Націй перестала існувати, в 1943 році Нестеренко знову став людиною без громадянства.
Другу світову війну за свідченням Нестеренка він перебув у Румунії. Коли війська червоної Армії підступили до кордонів Румунії у 1944 році, він переїхав із родиною в глиб Румунії — в село Удени повіту Влашка. Перевіз і пасіку. Восени 1944-го перебрався ближче до Чорного моря, в повіт Констанца.
Арештовано співробітниками відділу контррозвідки «СМЕРШ» Одеського військового округу 7 червня 1945 р. Допити тривали до середини липня, вирок ухвалено 15 квітня 1946 року Особливою нарадою Міністерства внутрішніх справ СССР — 10 років ув'язнення у виправно-трудових таборах.
Подальша доля невідома.

## Вшанування
9 листопада 2017 року Герасиму Онуфрійовичу відкрили меморіальну дошку в селі Червоновершка Компаніївського району Кіровоградської області.
В липні 2024 року вулиця Виноградова у Кривому Розі перейменована на вулицю Герасима Нестеренка.